# Megisba iwasakii
Megisba iwasakii är en fjärilsart som beskrevs av Matsumura 1929. Megisba iwasakii ingår i släktet Megisba och familjen juvelvingar. Inga underarter finns listade i Catalogue of Life.